# 松智洋
松智洋（1972年10月13日—2016年5月2日），原名成松孝洋，是日本的輕小說家、腳本家，出身於福岡縣，已婚。Super Dash文庫的《嬌蠻貓娘大橫行》是他的處女作。

## 生平
2010年8月1日，松智洋與插畫家Peco及漫畫家矢吹健太朗應青文出版社邀請來台灣參加漫畫博覽會，並舉行首次海外簽名會，是漫畫博覽會首度一次請來輕小說原作、插畫家、漫畫家三人同時登台。2013年2月15日，松智洋偕同插畫家中島有華應青文出版社邀請出席台北國際動漫節簽名會。
2016年5月2日，松智洋因肝癌去世，享年43岁。松智洋告別式中，依松智洋遺願，棺材正面及側面畫滿曾為其輕小說畫插圖的插畫家與漫畫家畫的美少女角色，堪稱可媲美痛車的「痛棺材」；出棺時播放的歌曲，是《嬌蠻貓娘大橫行》動畫主題曲〈はっぴぃ にゅう にゃあ〉。

## 作品

### 小說
- 嬌蠻貓娘大橫行系列（Super Dash文庫、集英社）
- 要聽爸爸的話！系列（Super Dash文庫、集英社）
- 少女3原則！（日语：オトメ3原則!）系列（Super Dash文庫、集英社）
- 奇幻☆怪盜？（Dash X文庫、集英社）
- 異世界家族漂流記 神祕島嶼的愛爾莎，原名，ダッシュエックス文庫 - 集英社

### 動畫
- 女王之刃（2009年，劇本統籌、劇本）
- 嬌蠻貓娘大橫行（2010年，劇本統籌）
- 要聽爸爸的話！（2012年，原作）
- 伊克西翁傳說 DT（2012年，故事原案協助）
- 童話魔法使（2018，原案、劇本統籌）

### 遊戲
- 青澀之戀2（2000年，腳本監督、Interchannel）
- 翼神世音 蒼穹幻想曲（日语：ラーゼフォン 蒼穹幻想曲）（2003年，腳本、BANDAI）
- 涼宮春日的並列（日语：涼宮ハルヒの並列）（2009年，主腳本、SEGA）
- VALKYRIE DRIVE -BHIKKHUNI-（2015年，腳本、Marvelous）

## 資料來源
1. 1 2 3 4  松智洋讣告：
  - . 於Twitter. 2016-05-03 [2016-05-03] （日語）.
  - .  (). 2016-05-03  [2016-05-03]. （原始内容存档于2019-11-13） （日语）.
2. ↑   （页面存档备份，存于）
3. ↑  . 池袋シネマチ祭実行委員会. 2014  [2016-05-03]. （原始内容存档于2016年5月3日）.
4. ↑  【漫博 10】《嬌蠻貓娘大橫行！》松智洋 Peco 矢吹健太朗首度登台 （页面存档备份，存于）. GNN新聞. 2010-08-01.
5. ↑  【2013動漫節】《要聽爸爸的話》 - 青文出版社 （页面存档备份，存于）
6. ↑  國際動漫節/青文 松智洋老師&なかじまゆか老師來台簽名會 （页面存档备份，存于）. 中央日報網路報. 2013-02-16.
7. ↑  《畫滿萌繪的痛棺材》用動畫歌送輕小說作家松智洋最後一程 （页面存档备份，存于）. 卡卡洛普. 2016-05-10.

## 外部連結
- （日語） http://www.papakiki.com/ （页面存档备份，存于），松智洋自己經營的网站。
- 松智洋的X（前Twitter）